# Liste der Monuments historiques in Rahling
Die Liste der Monuments historiques in Rahling führt die Monuments historiques in der französischen Gemeinde Rahling auf.

## Liste der Bauwerke
| Bezeichnung        | Beschreibung            | Standort               | Kennzeichnung | Schutzstatus   | Datum | Bild |
| ------------------ | ----------------------- | ---------------------- | ------------- | -------------- | ----- | ---- |
| Château de Rahling | 15. und 16. Jahrhundert | 6 rue de Bining (Lage) | PA00107044    | Classé Inscrit | 1994  |      |

## Liste der Objekte
| Bezeichnung                                      | Beschreibung | Standort                           | Kennzeichnung | Schutzstatus   | Datum | Bild |
| ------------------------------------------------ | --- | ---------------------------------- | ------------- | -------------- | ----- | ---- |
| Weihrauchschiffchen                              | Silber, 1768 von Johann Georg Pick | in der Kirche St-Christophe (Lage) | PM57000623    | Classé         | 1995  |      |
| Monstranz                                        | Silber, vergoldet, 18. Jahrhundert | in der Kirche St-Christophe (Lage) | PM57000627    | Classé         | 1995  |      |
| Hauptaltar                                       | Altartisch, Retabel, Tabernakel und Exposition; Holz, farbig gefasst und vergoldet, 1745 von Johann Martersteck; zugehörig PM57000536 bis PM57000539 | in der Kirche St-Christophe (Lage) | PM57000535    | Classé Inscrit | 1993  |      |
| Gemälde Heiliger Christopherus mit dem Jesuskind | Ölfarbe auf Leinwand, 1745 von Johann Martersteck | in der Kirche St-Christophe (Lage) | PM57000536    | Classé         | 1993  |      |
| Gemälde Heilige Dreifaltigkeit                   | Ölfarbe auf Leinwand, 1745 von Johann Martersteck | in der Kirche St-Christophe (Lage) | PM57000537    | Classé         | 1993  |      |
| Sechs Altarleuchter                              | | in der Kirche St-Christophe (Lage) | PM57000538    | Classé         | 1993  |      |
| Altarkreuz                                       | | in der Kirche St-Christophe (Lage) | PM57000539    | Classé         | 1993  |      |
| Marienaltar                                      | linker Seitenaltar; Altartisch und Retabel; Holz, farbig gefasst und vergoldet, Mitte des 18. Jahrhunderts; zugehörig PM57000541 und PM57000542      | in der Kirche St-Christophe (Lage) | PM57000540    | Classé         | 1993  |      |
| Gemälde Madonna mit Kind                         | Ölfarbe auf Leinwand, Mitte des 18. Jahrhunderts | in der Kirche St-Christophe (Lage) | PM57000541    | Classé         | 1993  |      |
| Gemälde Erzengel Michael                         | Ölfarbe auf Leinwand, Mitte des 18. Jahrhunderts | in der Kirche St-Christophe (Lage) | PM57000542    | Classé         | 1993  |      |
| Zwei Beichtstühle                                | Eichenholz, vergoldet, Mitte des 18. Jahrhunderts | in der Kirche St-Christophe (Lage) | PM57000534    | Classé         | 1993  |      |
| Rechter Seitenaltar                              | Altartisch und Retabel; Holz, farbig gefasst und vergoldet, Mitte des 18. Jahrhunderts; zugehörig PM57000544 und PM57000545                          | in der Kirche St-Christophe (Lage) | PM57000543    | Classé         | 1993  |      |
| Gemälde Kreuzigung                               | Ölfarbe auf Leinwand, Mitte des 18. Jahrhunderts | in der Kirche St-Christophe (Lage) | PM57000544    | Classé         | 1993  |      |
| Gemälde Heiliger Sebastian                       | Ölfarbe auf Leinwand, Mitte des 18. Jahrhunderts | in der Kirche St-Christophe (Lage) | PM57000545    | Classé         | 1993  |      |
| Ziborium                                         | Silber, vergoldet, 1768 von Johann Georg Pick | in der Kirche St-Christophe (Lage) | PM57000621    | Classé         | 1995  |      |
| Tablett mit zwei Messkännchen                    | Silber, vergoldet, 1768 von Johann Georg Pick | in der Kirche St-Christophe (Lage) | PM57000622    | Classé         | 1995  |      |
| Kelch und Patene                                 | Silber, vergoldet, 1768 von Johann Georg Pick | in der Kirche St-Christophe (Lage) | PM57000624    | Classé         | 1995  |      |
| Weihrauchfass                                    | Silber, vergoldet, 1768 von Johann Georg Pick | in der Kirche St-Christophe (Lage) | PM57000625    | Classé         | 1995  |      |
| Kelch                                            | Silber, vergoldet, 18. Jahrhundert | in der Kirche St-Christophe (Lage) | PM57000626    | Classé         | 1995  |      |
| Taufbecken                                       | Stein. um 1745 | in der Kirche St-Christophe (Lage) | PM57000917    | Inscrit        | 1996  |      |